# Клаузен, Джордж
Джордж Клаузен (иногда встречается Джордж Клосен, англ. George Clausen, 18 апреля 1852, Лондон, Великобритания — 22 ноября 1944, Колд Аш, Великобритания) — английский живописец, акварелист и гравёр. 

## Биография
Отец художника был датчанином по происхождению, работал художником-декоратором, мать — шотландкой. Джордж Клаузен в восемнадцать лет стал работать чертёжником в строительной фирме. Между 1867 и 1873 годами он посещал вечерние занятия в Школе Южного Кенсингтона, которой руководил Ричард Бурчетт (в настоящее время — Королевский колледж искусств). Учился у художника Эдвина Лонга, который убедил Клаузена заняться живописью профессионально. В своих воспоминаниях, которые Клаузен опубликовал впоследствии, он писал, что получил в Школе искусств основные технические навыки живописи. Преподаватели ориентировались на творчество Фредерика Лейтона и Жана-Франсуа Милле, студенты восхищались Джеймсом Эбботом Мак-Нейлом Уистлером, которого они встречали в Челси, хотя и не решались познакомиться лично. Позже Клаузен учился в Париже у Вильяма Бугро и Тони Робера-Флёри в Академии Жюлиана, однако учёба здесь продолжалась лишь пять месяцев. 
Джордж Клаузен выставлял свои картины в Берлингтон-хаус с конца 70-х годов XIX века; преимущественно это были картины сельской жизни и пейзажи. Критики отмечали искренность и наблюдательность молодого художника.
Клаузен вёл активную преподавательскую деятельность. Современники отмечали высокий уровень его занятий со студентами, утверждали, что молодые радикально настроенные ученики посещали занятия в школе Королевской академии только для того, чтобы иметь возможность общаться с Клаузеном. В 1906 году Джордж Клаузен опубликовал «Шесть лекций о живописи», где использовал опыт своих занятий со студентами. Также ему принадлежит книга «Цели и идеалы в искусстве». Творчество художника получило высокую оценку и широкое признание современников. Клаузен стал одним из основателей New English Art Club в 1886 году. В 1895 году он стал членом Королевской академии художеств, а в 1906 году — академиком. В 1927 году он был посвящен в рыцари. Джордж Клаузен умер в 1944 году.

## Личная жизнь
Джордж Клаузен был женат (его супруга — Агнес Клаузен была изображена на некоторых картинах мужа). В семье был сын Артур Джордж Клаузен (Дик, был женат на Энни Кэтрин Кент) и две дочери — Маргарет Мэри (Мег, старшая, она окончила престижный Политехникум Риджент Стрит, стала супругой художника и книжного иллюстратора Томаса Деррика) и Кэтрин Фрэнсис (Китти, младшая, родилась в 1886 году, она вышла замуж за ирландского архитектора, яхтсмена и путешественника Конора О'Брайана, умерла в 1936 году). Художник неоднократно изображал своих дочерей на картинах и офортах (полотно «Маленькая Маргарет», 1891—1892, где девочки изображены вместе с матерью, «Студентка», «Две девочки сортируют розы», офорты «Маленькая Маргарет», «Маленькая Мег», 1892).
Из трёх детей художника изобразительным искусством профессионально занималась только младшая дочь. Ряд её графических работ находятся в коллекции Британского музея.

## Особенности творчества

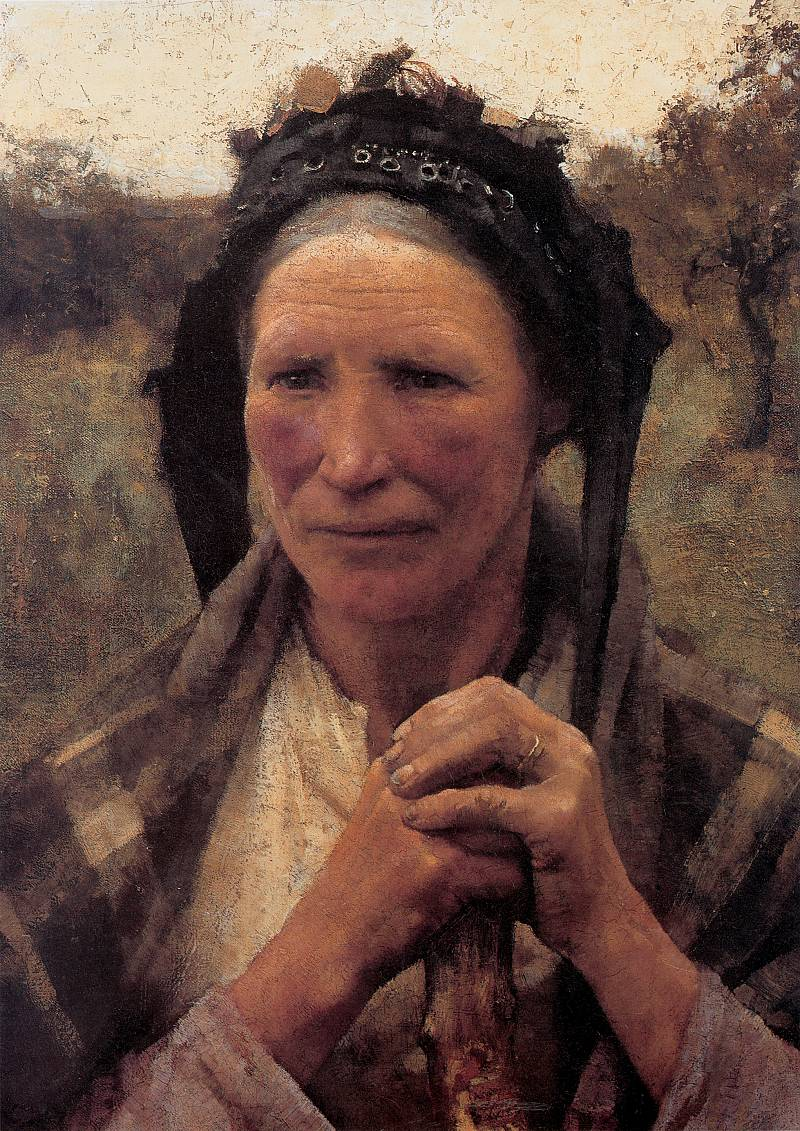
Джордж Клаузен. Голова крестьянина, 1882

В ранней юности художник испытывал влияние Гаагской школы живописи и Жака-Жозефа Тиссо (на картине «Цветочница на Трафальгарской площади», 1879, Клаузен даже запечатлел Кэтлин Ньютон, которая была постоянной натурщицей и Музой французского художника), в его творчестве преобладали городские зарисовки, большое впечатление на Клаузена оказала поездка в Голландию («Дома из красного кирпича и минарет», 1879, «Месса в рыбацкой деревушке в заливе Зёйдерзе, Голландия», 1880). Затем Клаузен увлёкся творчеством Милле, Жана Батиста Камиля Коро, Эдгара Дега и Эдуара Мане. После заключения брака в 1881 году Клаузен с семьёй принял казавшееся современникам рискованным решение покинуть Лондон, чтобы жить и работать в сельской местности. Художественные критики отмечали в этот период «монашескую строгость» его образов, писали, что его привлекают «маргинальные персонажи», а сам он принадлежит к «школе уродства» (героев картин художника даже сравнивали с обезьянами, отмечая подчёркнуто невысокие их лбы, широкие ноздри и пухлые изогнутые губы), признавали антибуржуазный пафос его картин. Наброски своих картин художник делал с натуры в разгар полевых работ.
Некоторое время он увлекался натурализмом Жюля Бастьена-Лепажа (между 1888 и 1892 годами). В 1889 году художник посетил Всемирную выставку в Париже, где сам Клаузен получил серебряную медаль, также он смог увидеть здесь многие картины Бастьена-Лепажа. В галерее Тейт находится картина Клаузена 1889 года «Девушка у ворот», созданная под непосредственным влиянием французского художника. Клаузен написал эту картину в деревне Cookham Dean в Беркшире, где он жил. Моделью для женщины, стоящей у ворот, стала Мэри Болдуин. Она была жительницей этой деревни и работала няней в семье Клаузена. 
Картина Клаузена «Деревенская девочка (Роуз Гримсдейл)» (она короткое время выставлялась в России в московской резиденции посла Великобритании в ознаменование открытия выставки «Прерафаэлиты: викторианский авангард» в ГМИИ имени А. С. Пушкина), созданная под сильным влиянием Бастьена-Лепажа, стала одним из топ-лотов аукциона Christie's в 2013 году с предварительной оценкой в 200 000 — 300 000 фунтов стерлингов. Натурщицей для картины стала Роуз Гримсдейл (англ. Rose Grimsdale). В искусстве того времени её имя было одним из символов творчества прерафаэлитов. Её рисовали Данте Габриэль Россетти и Эдвард Бёрн-Джонс, для современников Клаузена Роуз ассоциировалась как раз с  проснувшейся принцессой на полотнах Берн-Джонса (серия «Спящая красавица» для интерьеров поместья Баскот-Парк). Спустя несколько лет после создания картин Клаузена с изображением Роуз Гримсдейл, Джеймс Эббот Мак-Нейл Уистлер создал «Маленькую Роуз из Лайм-Реджиса» (1895, в настоящее время находится в бостонском Музее изящных искусств). Роуз Гримсдейл стала моделью художника в одиннадцать или двенадцать лет и оставалась его натурщицей в течение всех 1890-х годов (полотна «Маленькая кокетка», «Голова девушки», 1890, «Карие глаза», «Маленькая Роза», 1889, «Деревенская девочка (Роуз Гримсдейл)», «Idleness» (или «Роза в белом в фруктовом саду»), офорт «Голова девушки»).
В поздний период творчества Клаузен испытывал сильное влияние классического искусства Древней Греции, а также художников эпохи Возрождения, при этом он особенно восхищался работами Рафаэля Санти. Сам он уже к этому времени давно проживает в Лондоне, предпринимая только отдельные поездки в сельскую местность для работ на пленэре, с 20-х годов его сельские пейзажи полны спокойствия, в них исчезают социальные мотивы. В его творчестве вновь появляются городские зарисовки, большое количество натюрмортов, портреты представителей высшего общества и крупного бизнеса («Уильям Генри Клегг, директор Банка Англии», 1933?) и даже встречаются отдельные работы на сюжеты из средневековой истории Англии («Англичане читают Библию Уитклифа», 1927).

## «Рыдающая юность»
Наиболее известная картина художника. Она показывает горе молодой женщины (дочери Клаузена), узнавшей о смерти её жениха во время Первой мировой войны. Картина создана Джорджем Клаузеном в 1916 году.

## Галерея

Работы раннего периода творчества
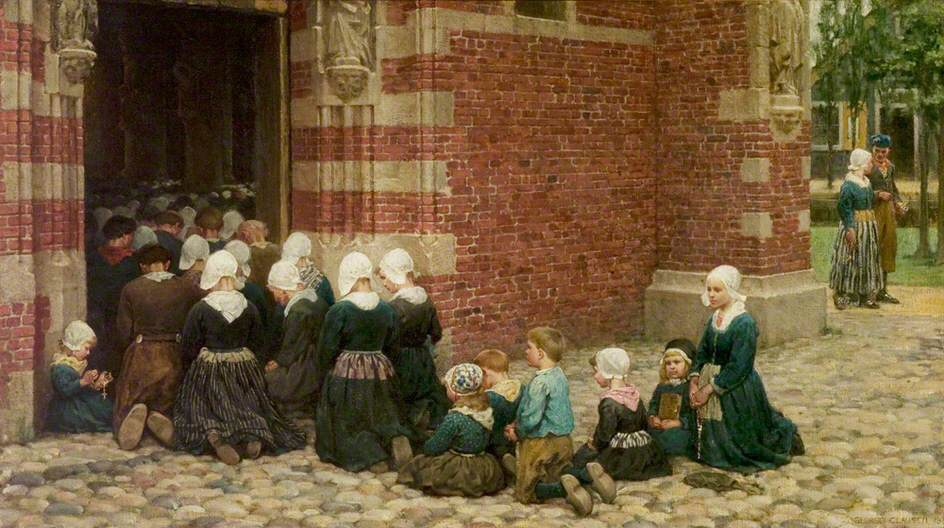
Джордж Клаузен. Месса в рыбацкой деревушке в заливе Зёйдерзе, Голландия, около 1880
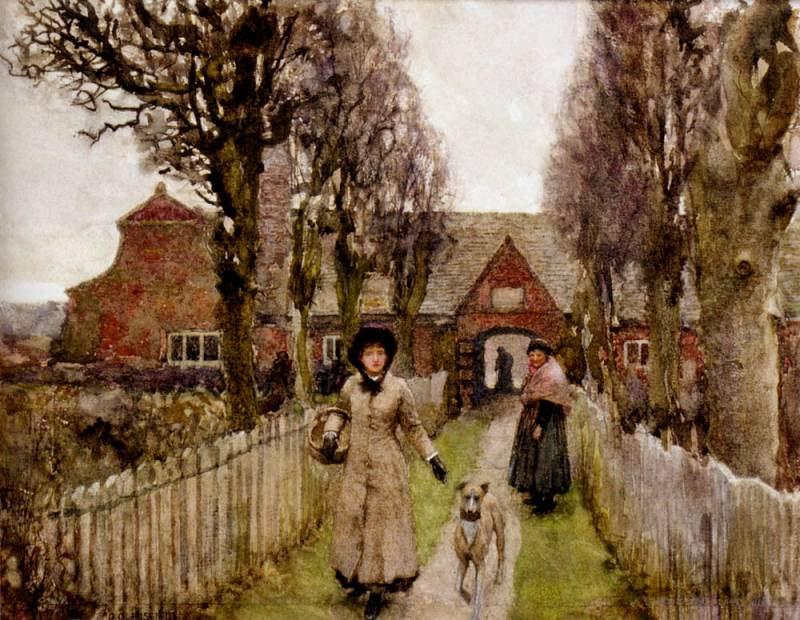
Джордж Клаузен. Приют Гейвуд, Кинг Линн, 1881
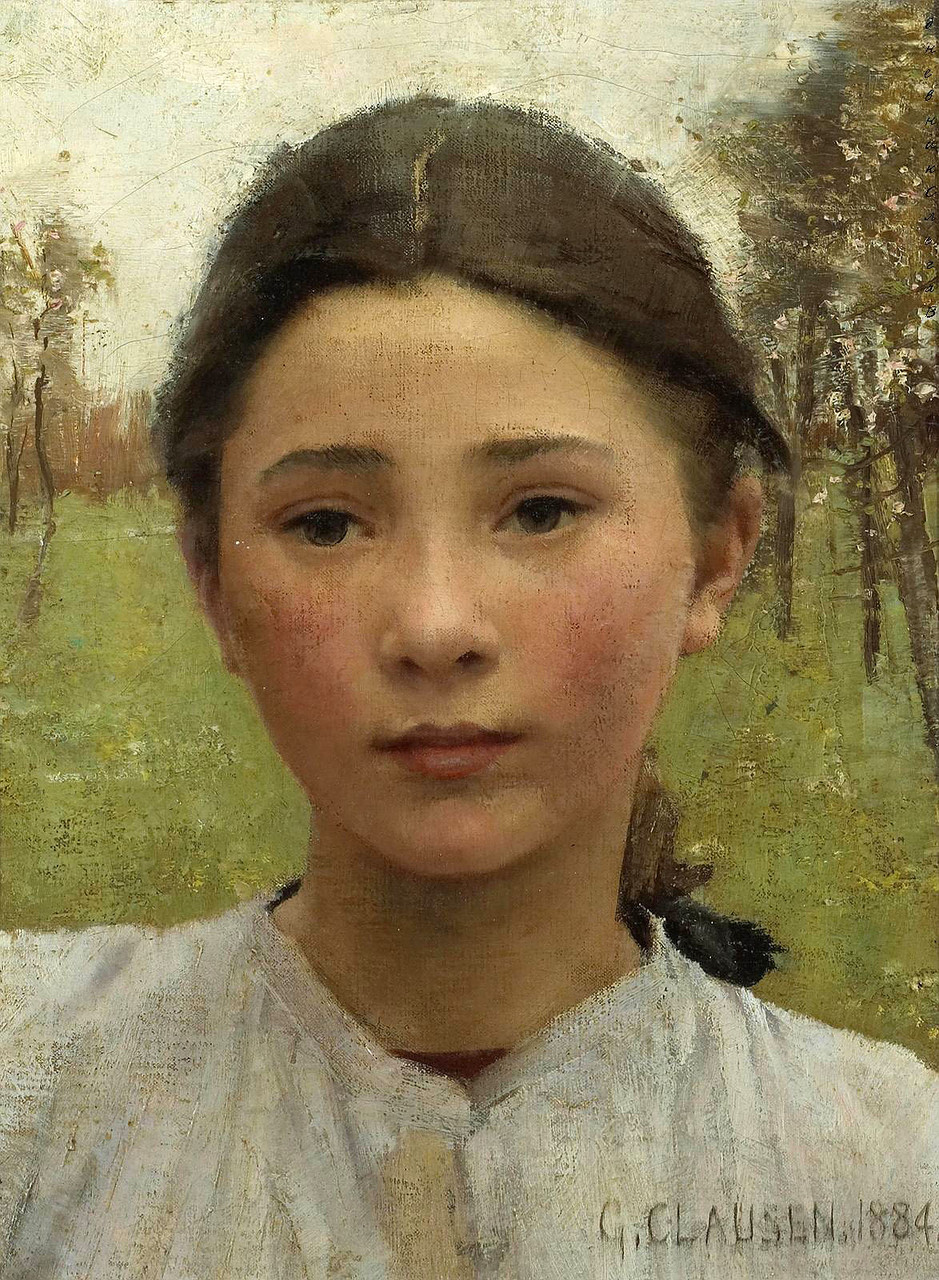
Джордж Клаузен. Голова девушки, 1884
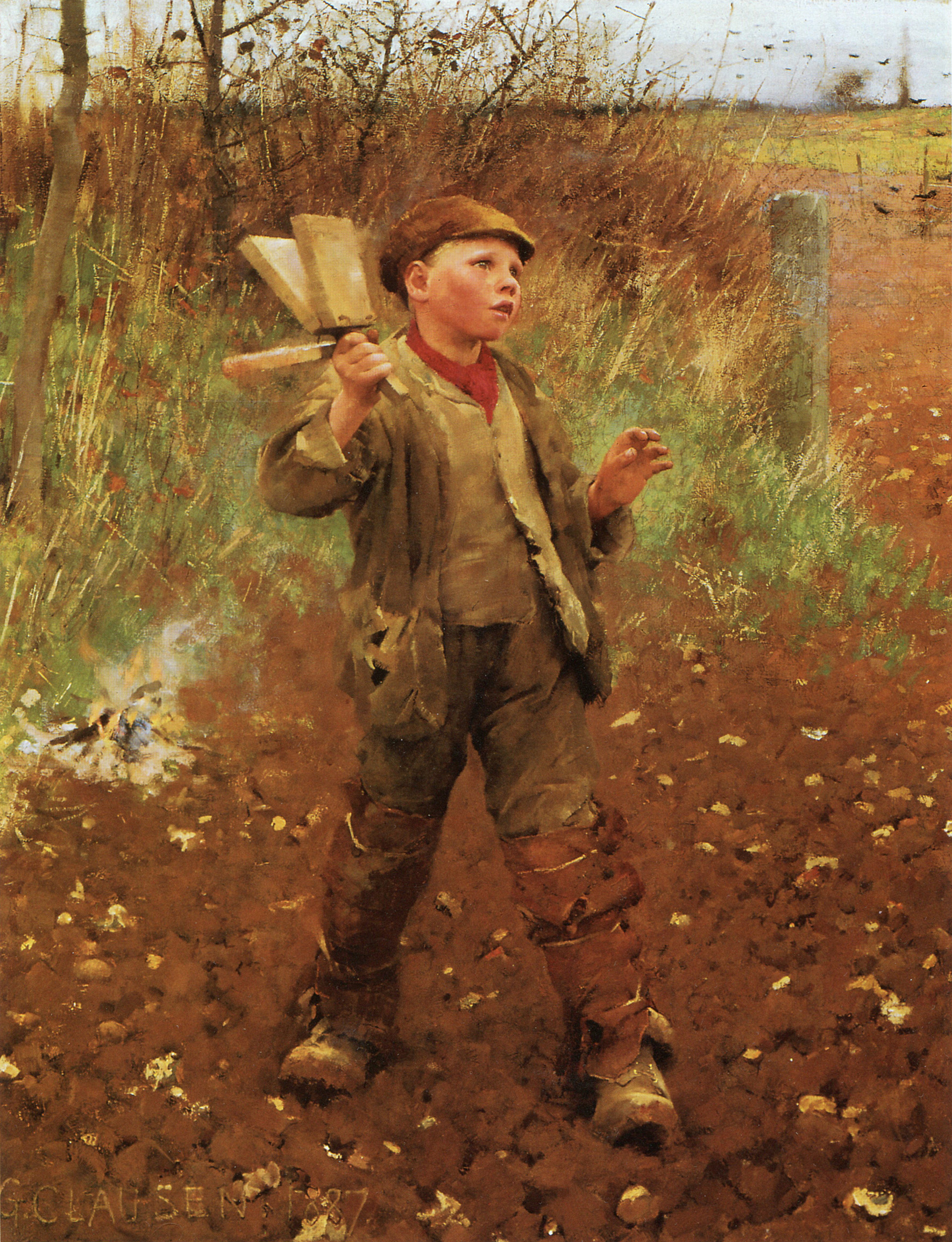
Джордж Клаузен. Отпугивание птиц, 1887
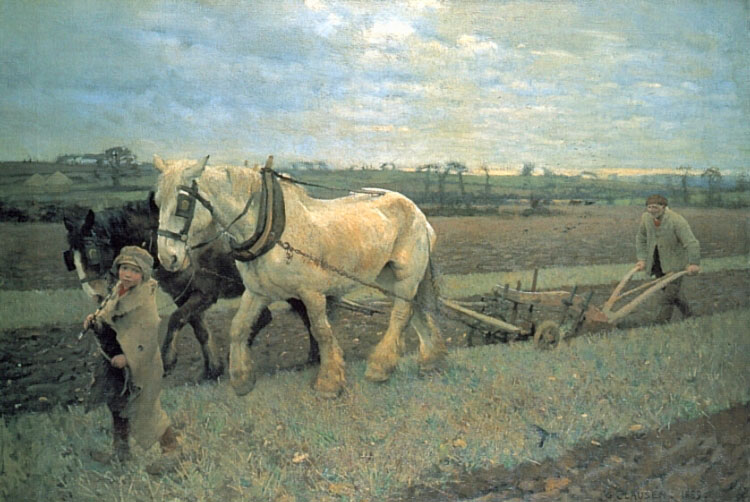
Джордж Клаузен. Пахота, 1889
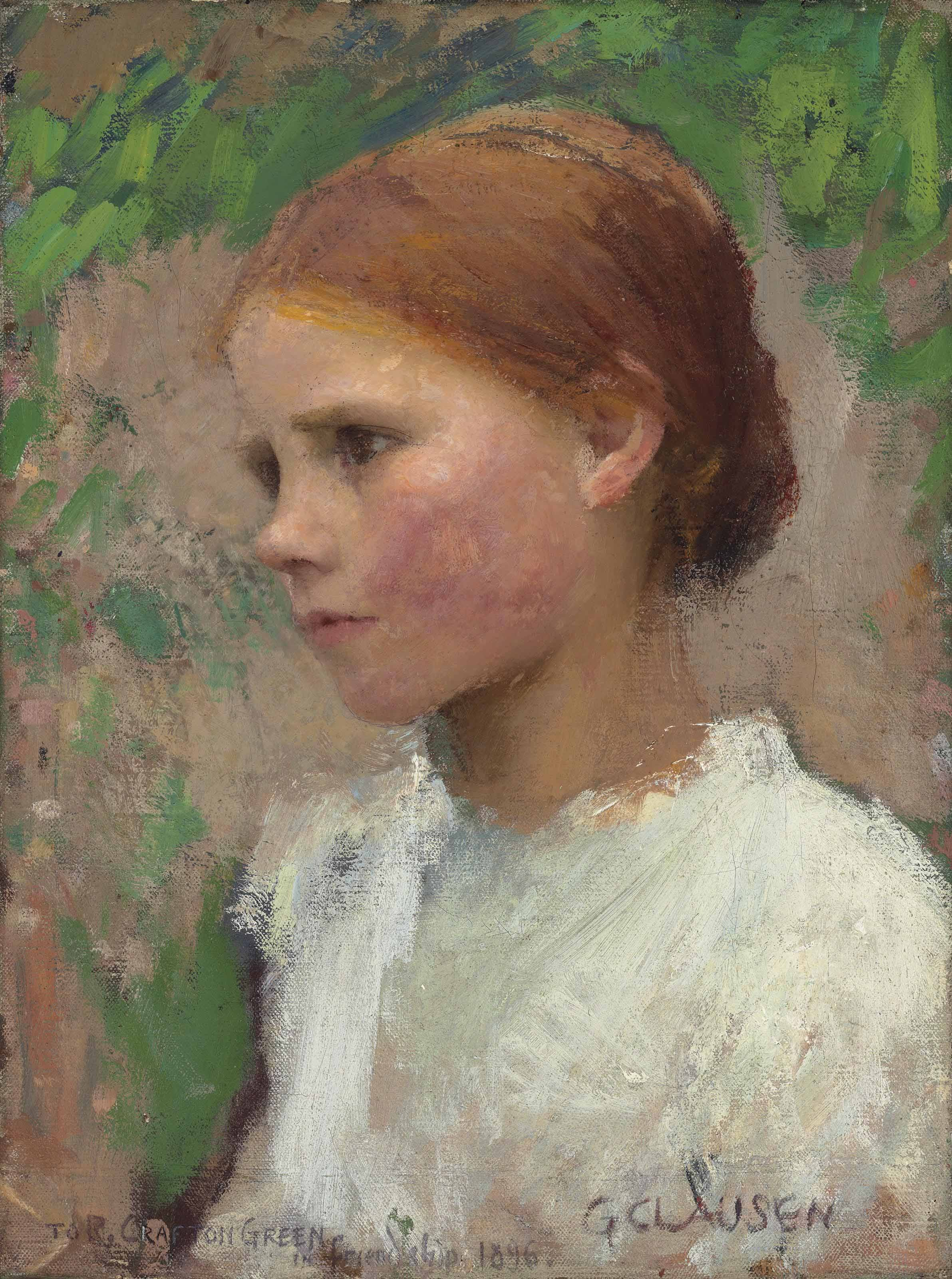
Джордж Клаузен. Деревенская девочка (Роуз Гримсдейл), 1896

Работы зрелого и позднего периода творчества
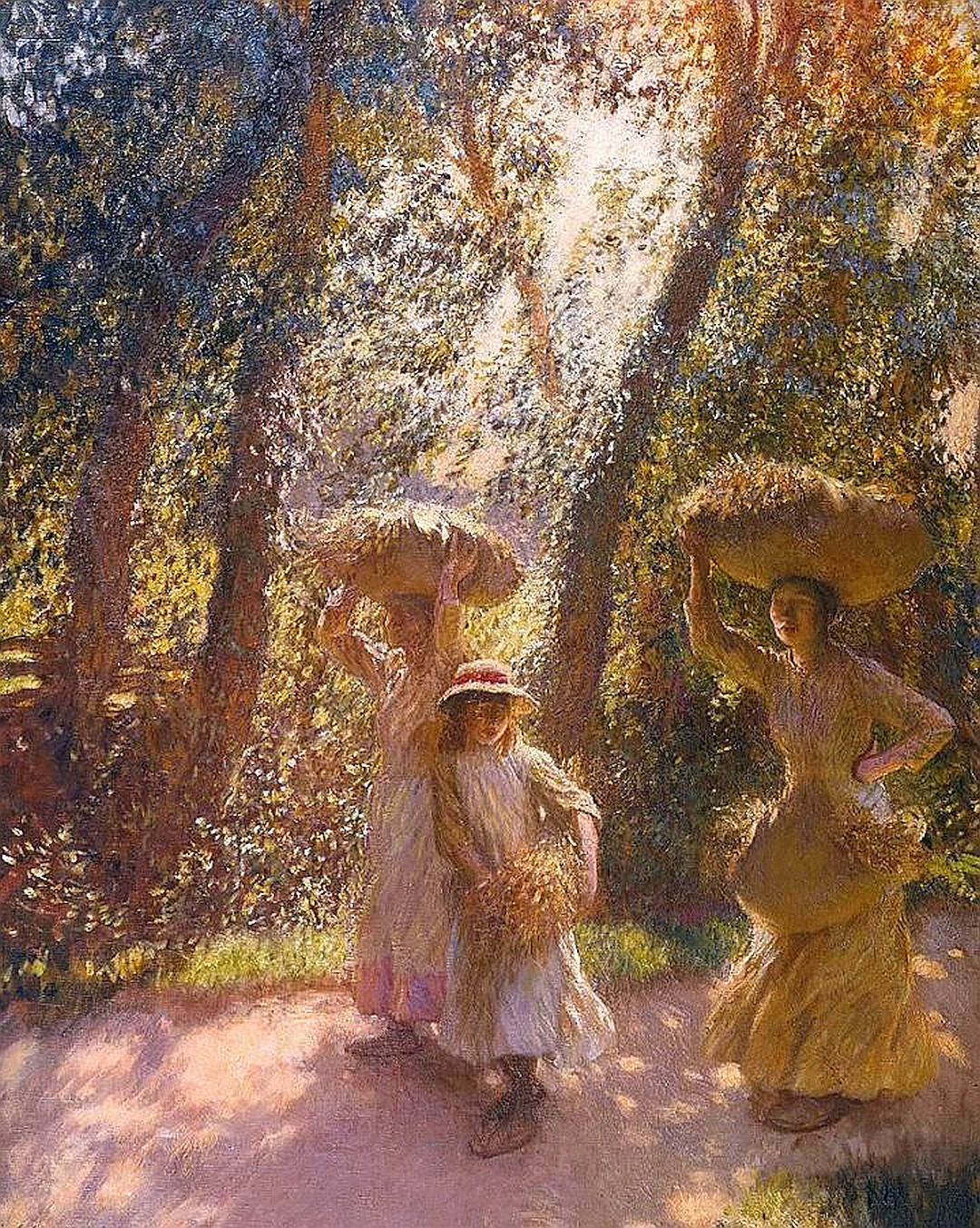
Джордж Клаузен. Сборщицы зерна возвращаются, 1908
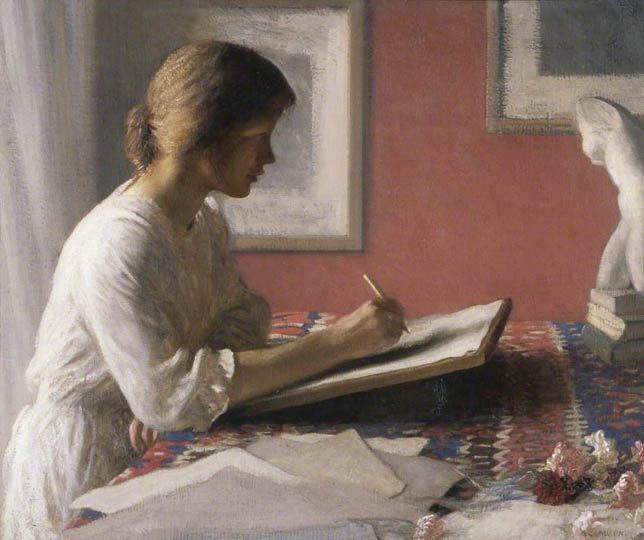
Джордж Клаузен. Студентка (портрет старшей дочери художника), 1908
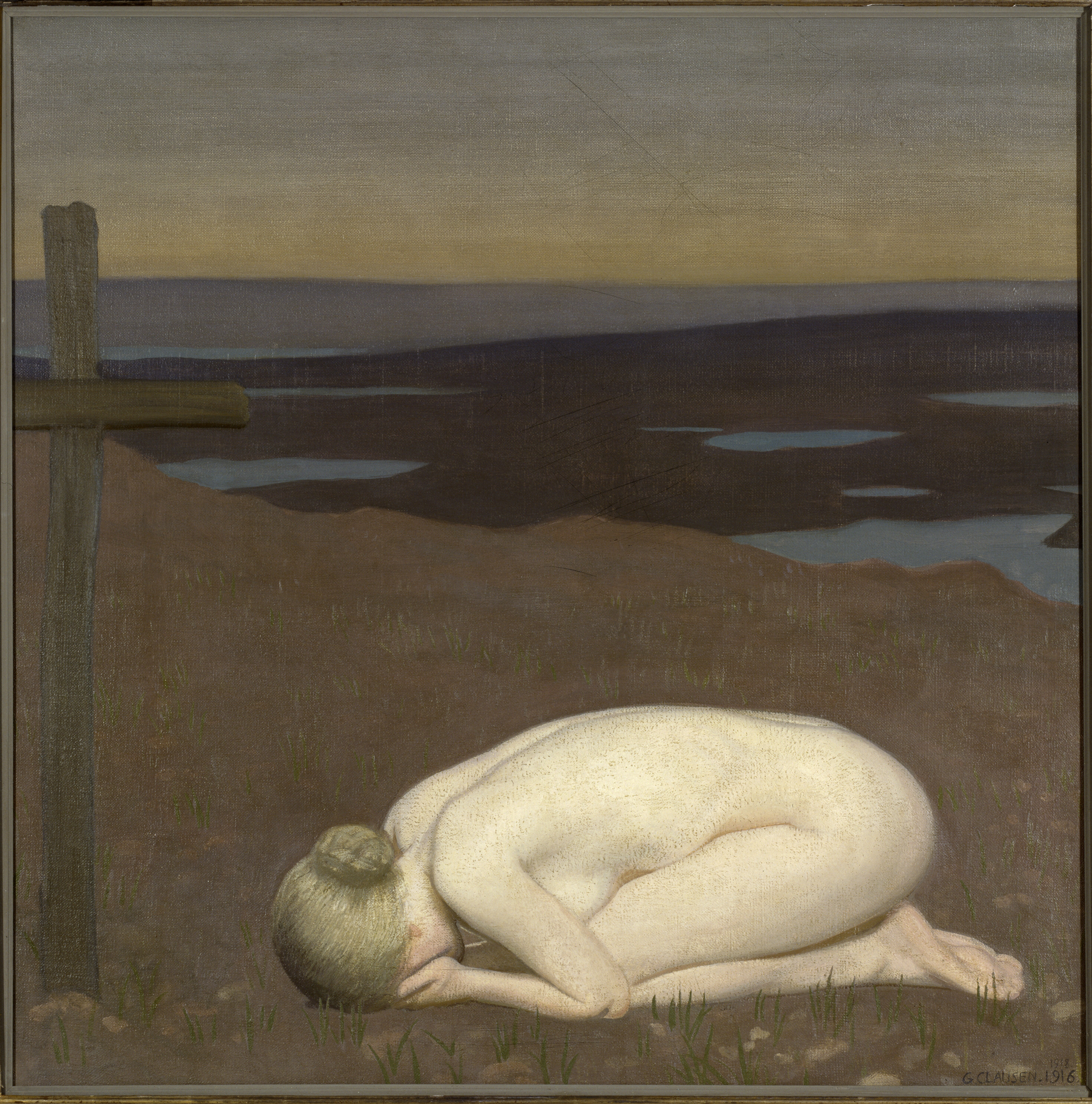
Джордж Клаузен. Рыдающая юность, 1916
Джордж Клаузен. Военный завод в арсенале Вулиджа, 1918
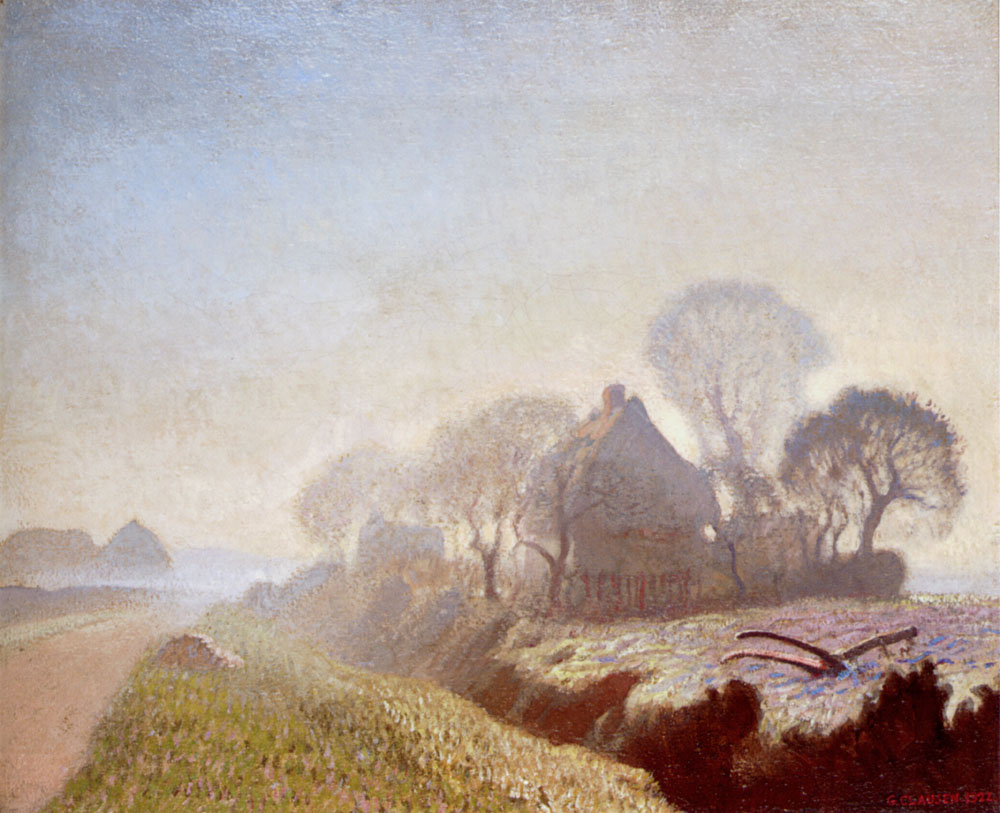
Джордж Клаузен. Утро в ноябре, 1922
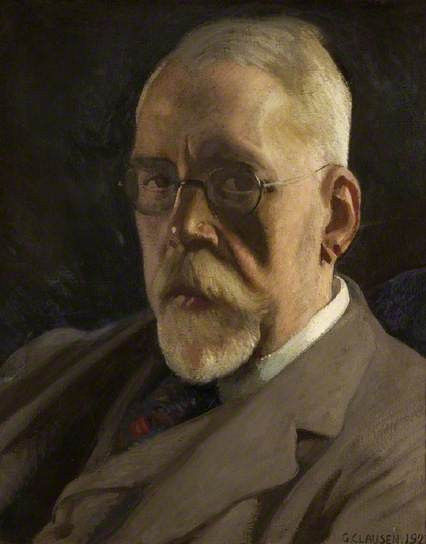
Джордж Клаузен. Генри Фестинг Джонс, 1923